# System Informacji Miejskiej w Poznaniu

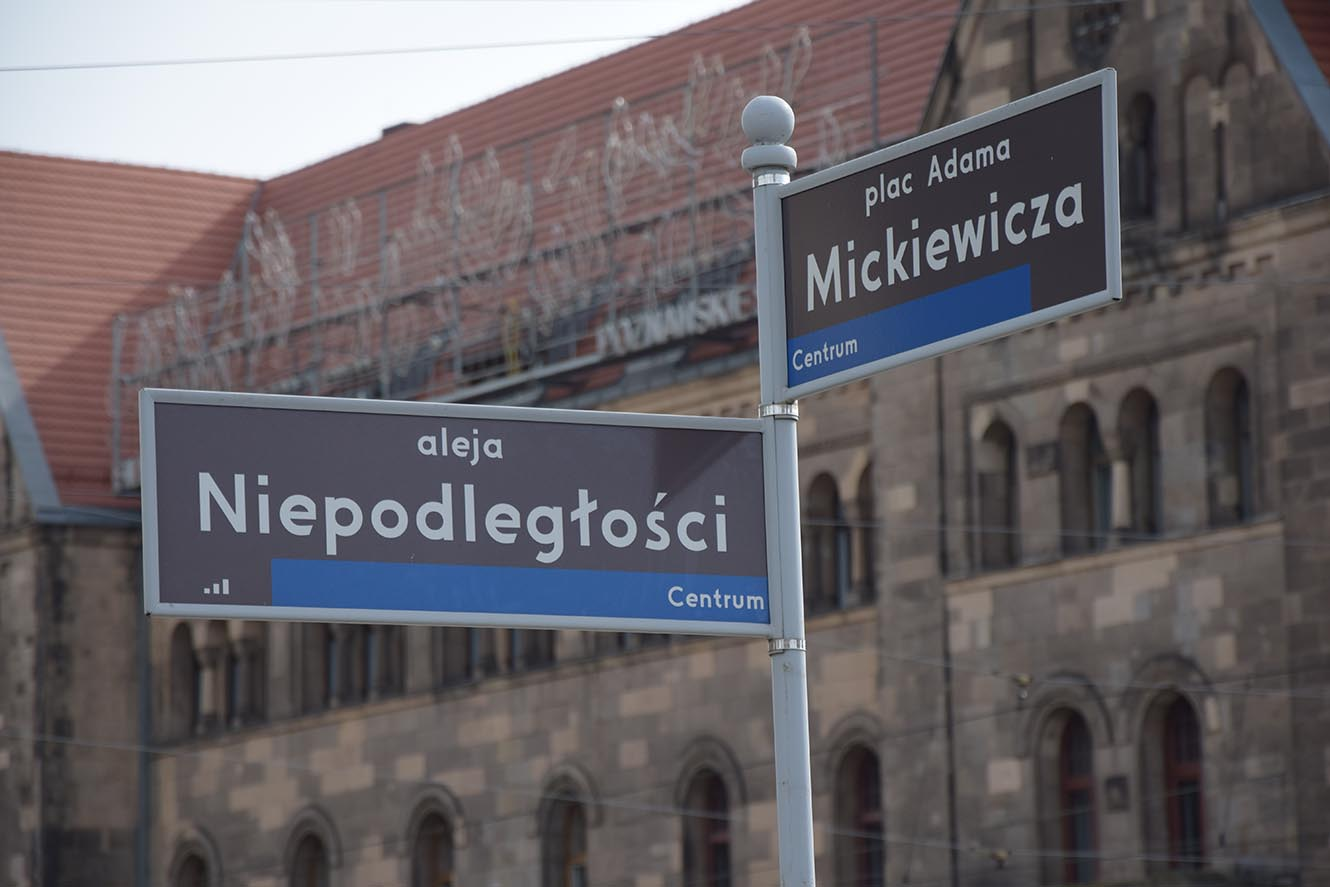
Tablice ulicowe

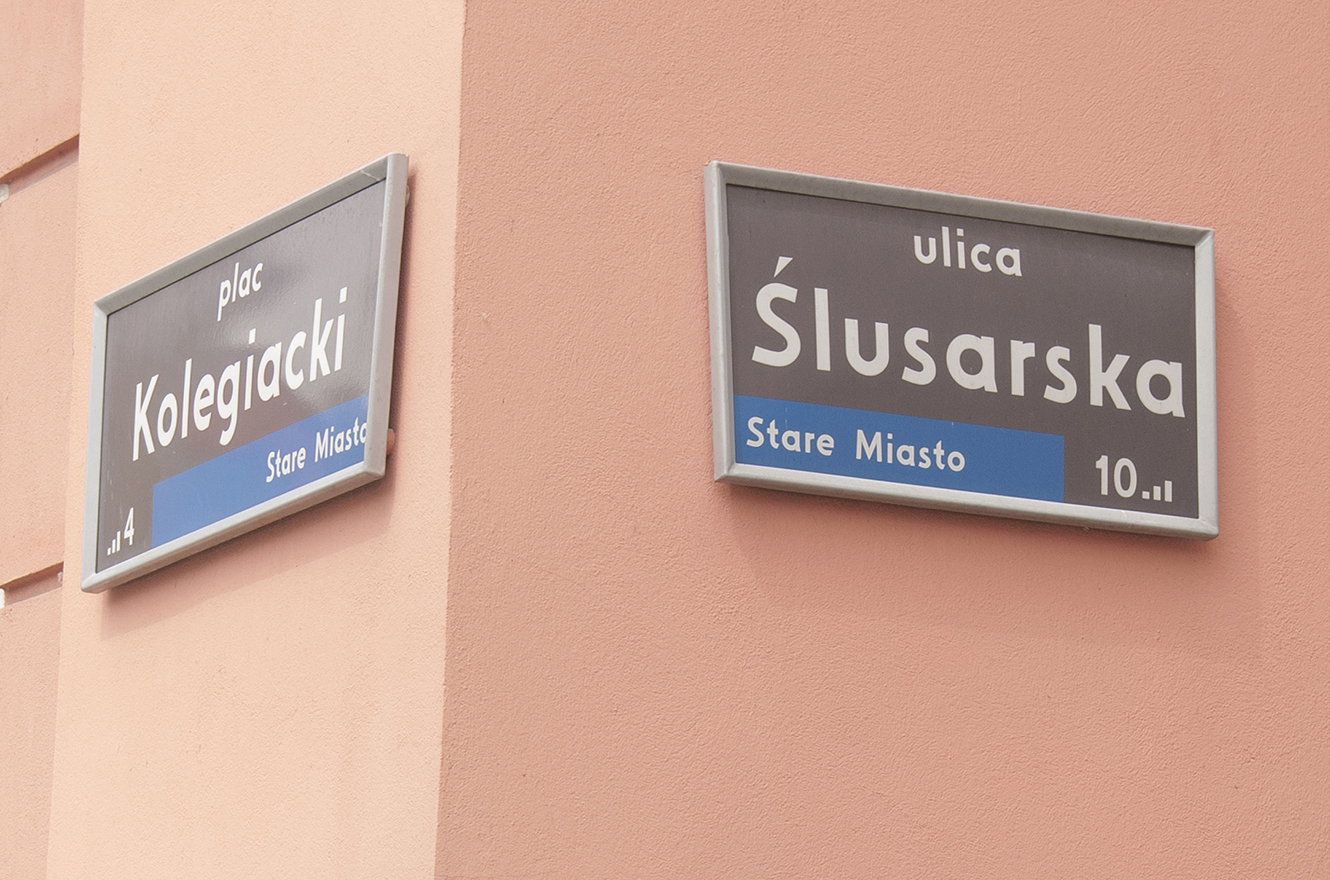
Tablice uliczne, elewacyjne

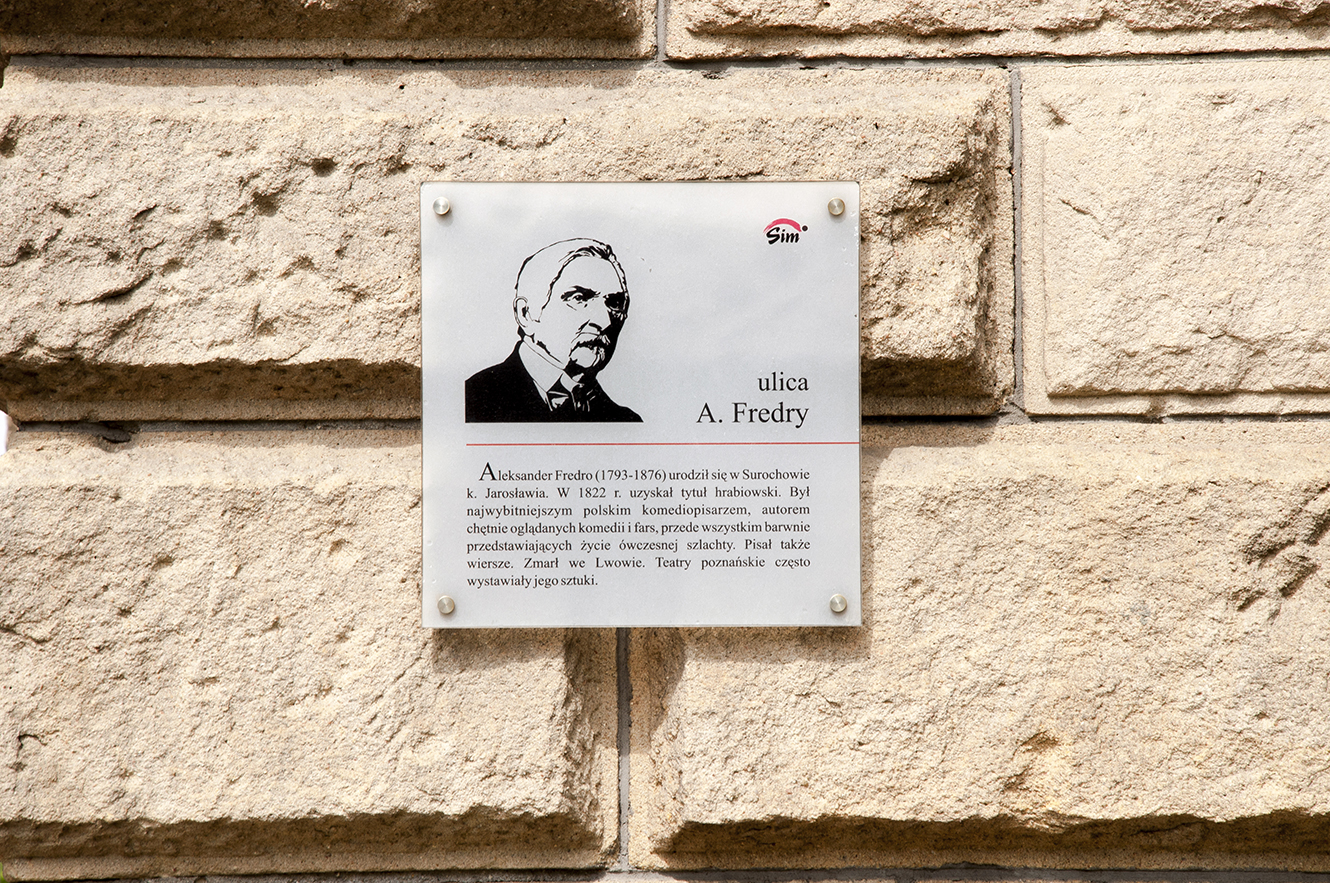
Tablica informacyjna o zabytkach

System Informacji Miejskiej w Poznaniu – system informacji wizualnej  wprowadzony w Poznaniu w 2017 roku.
W ramach projektu zrealizowano m.in. tablice uliczne, informacje kierujące, tablice informacyjne o zabytkach, patronach ulic, mostów oraz mapy i panele informacyjne.